# Yanguna thelersa
Espèce
Yanguna thelersa est une espèce de lépidoptères de la famille des Hesperiidae, de la sous-famille des Pyrginae et de la tribu des Pyrrhopygini.

## Dénomination
Yanguna thelersa a été nommé par William Chapman Hewitson en 1866 sous le nom initial de Pyrrhopyga thelersa.

### Nom vernaculaire
Yanguna thelersa se nomme Thelersa Skipper en anglais.

## Description
Yanguna thelersa est un papillon au corps trapu à l'abdomen rayé de noir et au thorax couvert de poils orange sur le dessus. Les ailes sont de couleur bleu métallisé ornées aux antérieures d'une plage blanche centrale, avec des poils orange dans la partie basale et depuis la base jusqu'à mi-longueur de la partie interne des ailes postérieures.
Le revers des ailes est bleu métallisé avec aux ailes antérieures la même plage blanche centrale et très peu de poils orange.

## Écologie et distribution
Yanguna thelersa est présent en Équateur au Pérou, au Brésil et en Guyane,.

### Protection
Pas de statut de protection particulier.